# Chapelle Saint-Côme-et-Saint-Damien de La Cadière-d'Azur
La chapelle Saint-Côme-et-Saint-Damien est une chapelle située sur la commune de La Cadière-d'Azur, dans le département français du Var.

## Histoire
Cette chapelle date des Ve  et  XIVe siècles. Elle est actuellement en ruine.
Elle est inscrite comme monument historique depuis 1981.